# Prosopocera flavovittatipennis
Prosopocera flavovittatipennis là một loài bọ cánh cứng trong họ Cerambycidae.